# 平茨高谷地瓦尔德
平茨高谷地瓦尔德是奥地利萨尔茨堡州滨湖采尔县的一个市镇。总面积69.24平方公里，总人口1174人，人口密度17.0人/平方公里（2005年）。